# باسوتولاند
باسوتولاند، هو الاسم السابق لليسوتو وحتى استقلالها من المملكة المتحدة في عام 1966.

## مستعمرة بريطانية
كانت باسوتولاند مستعمرة بريطانية تحيط بها جمهورية جنوب أفريقيا.

## الاعتراف بالدولة
أصبحت باسوتولاند دولة في عام 1843 بموجب معاهدة مع الزعيم موشيش. تم تحديد الحدود في المادة (3).

## الاستقلال في عام 1966
أصبحت الدولة تحمل اسم ليسوتو ومكتسبة لاستقلاها في عام 1966.